# Хайнрих VI фон Плауен (бургграф на Майсен)
Хайнрих VI фон Плауен (на немски: Heinrich VI von Plauen, * 29 декември 1536 в Майсен, † 22 януари 1572 в Шлайц) е бургграф на Майсен от 1554 до 1572 г. и господар на Плауен.
Той произлиза от старата линия на род Плауен и е по-малкият син на граф Хайнрих IV (1510 – 1554) и на Маргарета фон Салм (1517 – 1573), дъщеря на Никлас граф Салм (1459 – 1530) и съпругата му Елизбет фон Рогендорф.
След смъртта на баща му той и по-големият му брат Хайнрих V (1533 – 1568) го последват още малолетни. Те наследяват и проблемите с Ройс.
През май 1559 г. те залагат господствата Плауен и Фойгтсберг и службата Шьонек на курфюрст Август от Саксония. На 1 януари 1561 г. чрез решението от съда във Виена от 28 септември 1560 г. двамата братя загубват господството Грайц на Ройсите и половината от господствата Гера и Шлайц на Ройсите. На братята им остават само земите в Бохемия и дворец Постерщайн.
През 1563 г. следва подялба на страната между двамата братя. Хайнрих VI получава господство Шлайц и Лобенщайн и службата Пауза.
За да се ожени на 9 април 1564 г. за принцеса Катерина фон Брауншвайг-Гифхорн (1548 – 1565), Хайнрих VI залага службата Пауза на един гражданин от Лайпциг. Катерина е дъщеря на херцог Франц от Брауншвайг-Люнебург и съпругата му Клара фон Саксония-Лауенбург, дъщеря на херцог Магнус I от Саксония-Лауенбург.
Втори път Хайнрих VI се жени на 27 август 1566 г. за принцеса Анна от Померания-Щетин (1531 – 1592).
Двата брака са бездетни.
Хайнрих VI умира на 22 януари 1572 г. напълно обеднял като последен от рода на фогтите на Плауен. Той е погребан в църквата към Шлайц. Неговата собственост отива на Ройсите. Той е много далечен роднина с господарите Ройс фон Плауен цу Грайц, които по-късно стават князе на Княжеството Ройс стара линия.